# أروكاريا لوبنفلسية
أروكاريا لوبنفلسية (الاسم العلمي:Araucaria laubenfelsii) هي نوع من النباتات يتبع جنس الأروكاريا من الفصيلة الأروكارية.